# 4 Lazy F Dude Ranch
Le 4 Lazy F Dude Ranch – ou Sun Star Ranch – est un ranch hôtelier américain situé dans le comté de Teton, dans le Wyoming. Il a été bâti par la famille Frew en 1927 comme une résidence secondaire et non comme un ranch à bétail.
Protégé au sein du parc national de Grand Teton, il est inscrit au Registre national des lieux historiques depuis le 23 avril 1990.
Le ranch comporte sept chalets, un pavillon salle-à-manger, une buanderie ainsi qu'une grange, des garages, des abris de jardin et un enclos à bétail.